# Levski (berg)
Levski (bulgariska: Левски) är ett berg i Bulgarien.   Det ligger i regionen Plovdiv, i den centrala delen av landet, 120 km öster om huvudstaden Sofia. Toppen på Levski är 2 160 meter över havet, eller 681 meter över den omgivande terrängen. Bredden vid basen är 10,9 km.
Terrängen runt Levski är bergig söderut, men norrut är den kuperad. Närmaste större samhälle är Karlovo, 9,8 km söder om Levski. 
Omgivningarna runt Levski är en mosaik av jordbruksmark och naturlig växtlighet. Runt Levski är det ganska tätbefolkat, med 58 invånare per kvadratkilometer.